# Grubowarg złotopręgi
Grubowarg złotopręgi, grubowarg lisi (Epalzeorhynchos kalopterus) – gatunek ryby z rodziny karpiowatych (Cyprinidae). Jest to ryba hodowana w akwarium.

## Występowanie
Grubowarg złotopręgi żyje w wodach Indii, Tajlandii oraz Indonezji.

## Opis
Ciało wydłużone, smukłe, o długości do 16 cm, w akwariach do 12 cm. Na grzbiecie ma złotą, a na boku ciała ciemną pręgę. W pozycji spoczynkowej opiera się płetwami piersiowymi o podłoże. Przebywa w strefie przydennej. Wobec przedstawicieli swojego gatunku wykazuje zachowania terytorialne.

## Pożywienie
Grubowarg złotopręgi żywi się każdym rodzajem pokarmu.

## Warunki hodowlane
Akwarium powinno obfitować w rośliny szerokolistne. W zbiorniku powinny się znaleźć kryjówki utworzone z roślin, korzeni, kawałków drewna. Woda w akwarium powinna być co tydzień częściowo wymieniana. Zalecana temperatura wody 23–27 °C.